# Theodor Friedrich Wilhelm Märklin
Theodor Friedrich Wilhelm Märklin (* 2. April 1817 in Tieringen; † 20. Dezember 1866 in Göppingen) war ein deutscher Unternehmer und Gründer der Spielzeugfirma Märklin.

## Leben

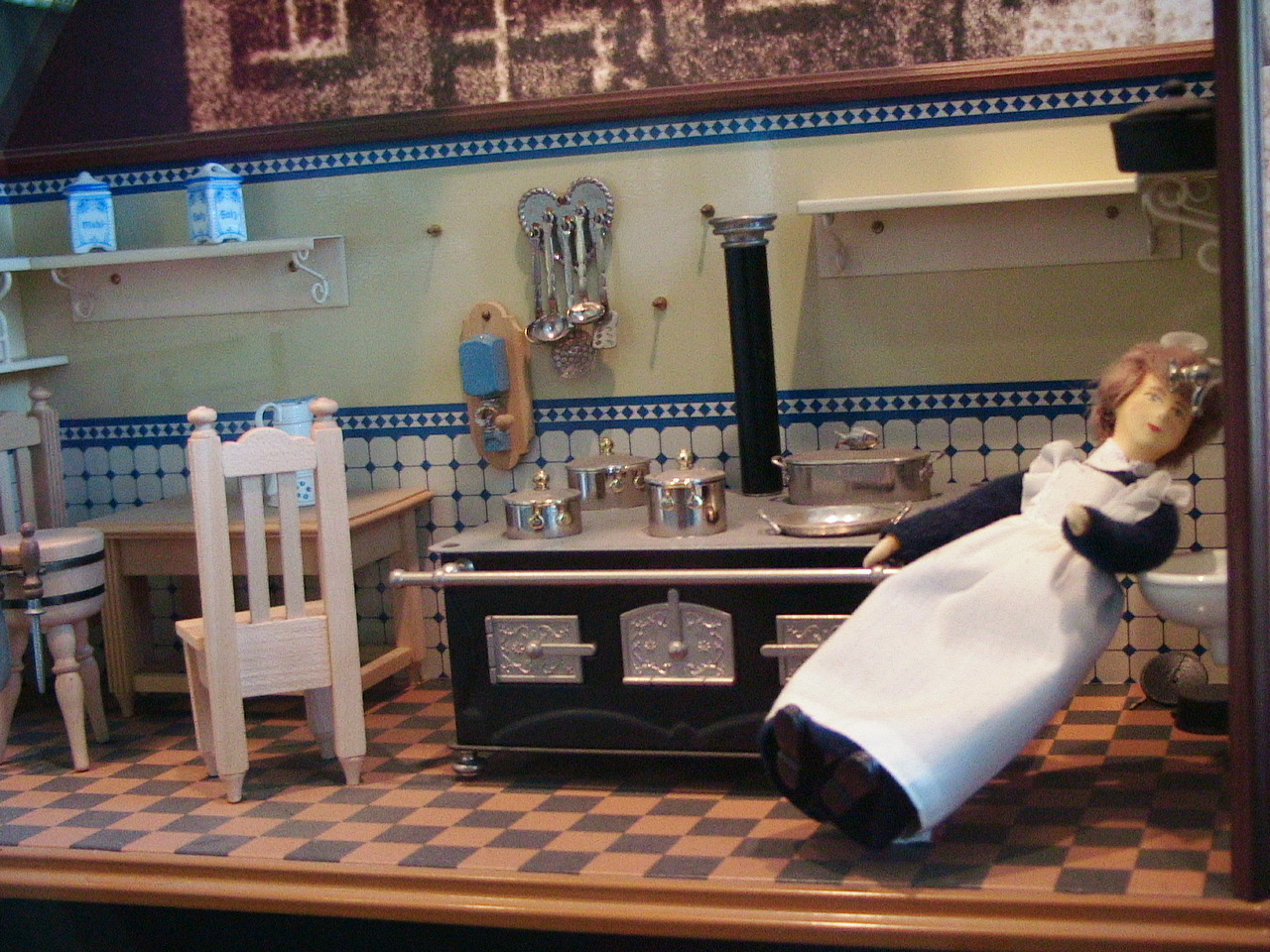
Märklin Puppenküche

Märklin erlernte den Beruf des Flaschners und ließ sich im Jahr 1840 in der württembergischen Stadt Göppingen nieder, wo er 1856 die Bürgerrechte erhielt. Im Jahre 1859 heiratete er, nach dem Tod seiner 1857 an Krebs verstorbenen ersten Frau Sophie, in zweiter Ehe Caroline Hettich (1826–1893) aus Ludwigsburg, eine Verwandte des Nationalökonomen Friedrich List. Aus der Ehe gingen vier Kinder hervor, darunter die Söhne Eugen und Karl Märklin. Im selben Jahr machte Märklin sich als Flaschnermeister selbstständig und eröffnete seine eigene Werkstatt, in der er unter anderem Blechwaren, Puppenhäuser und -küchen herstellte. Daher gilt 1859 als Gründungsjahr des Spielzeugherstellers Märklin. Seine Frau übernahm den Verkauf, indem sie auf Verkaufstour durch Süddeutschland, Österreich und die Schweiz reiste. Caroline war eine der ersten weiblichen Handelsvertreter und zeichnete sich durch Organisationsgabe und hervorragendes Verkaufstalent aus.
Ab 1866, nach dem frühen Unfalltod des Firmengründers, führte zunächst seine Witwe das Unternehmen weiter. Caroline heiratete zwei Jahre später zwar wieder, aber ihre Hoffnung, dass ihr neuer Gatte sie im Unternehmen unterstützen würde, wurde enttäuscht. Auch ihre herangewachsenen Söhne schienen sich für den Familienbetrieb nicht zu interessieren. Erst nachdem ihr Gatte in den 1880ern starb, übernahmen 1888 die Söhne Eugen und Carl Märklin die Leitung des Unternehmens, das zunächst unter der Bezeichnung Gebr. Märklin firmierte.

## Sonstiges
Heute werden Märklin-Produkte in über 80 Länder der Erde exportiert. Der Hauptsitz des Unternehmens ist in Göppingen, eine weitere Produktionsstätte befindet sich außerdem  im ungarischen Győr.

## Galerie

Caroline Märklin mit ihren Kindern, um 1870
Caroline Märklin geb. Hettich (1826–1893)